# Resolutie 434 Veiligheidsraad Verenigde Naties
Resolutie 434 van de Veiligheidsraad van de Verenigde Naties werd op 18 september 1978 aangenomen. Twaalf leden stemden voor, twee leden, Tsjechoslowakije en de Sovjet-Unie, onthielden zich. Eén lid, China, nam niet deel aan de stemming. De resolutie verlengde de UNIFIL-vredesmacht in Zuidelijk Libanon met vier maanden.

## Achtergrond
Veel Palestijnse vluchtelingen zaten in vluchtelingenkampen in Libanon. Vanhieruit viel de Palestijnse Bevrijdingsorganisatie (PLO) het in het zuiden aangrenzende Israël aan. Dat reageerde met tegenaanvallen in het zuiden van Libanon. De VN-Veiligheidsraad had Israël in resolutie 279 al gevraagd om de soevereiniteit van Libanon te respecteren.
Op 11 maart 1978 kaapten Palestijnse terroristen een lijnbus in Israël, waarbij uiteindelijk 38 burgers omkwamen. Een paar dagen later viel het Israëlisch leger het zuiden van Libanon binnen en bezette gedurende een week het gebied tot aan de rivier Litani. De bedoeling was om de PLO-strijders weg te duwen van de grens.
De Verenigde Naties eisten dat Israël zich terugtrok en zetten de tijdelijke VN-macht UNIFIL op in de streek. Die moest erop toezien dat Israël zijn troepen daadwerkelijk terugtrok en er de vrede handhaven totdat de Libanese overheid haar gezag opnieuw kon doen gelden. Anno 2021 was de vredesmacht nog steeds ter plaatse.

## Inhoud
De Veiligheidsraad:
- Herinnert aan de resoluties 425, 426 en 427.
- Herinnert in het bijzonder dat in resolutie 425 werd opgeroepen de territoriale integriteit, soevereiniteit en onafhankelijkheid van Libanon te respecteren.
- Is erg bezorgd over de situatie in Libanon die het bereiken van vrede ondermijnt.
- Heeft het rapport van secretaris-generaal Kurt Waldheim over de uitvoering van bovenstaande resoluties overwogen.
- Eert de uitstekende prestatie van de interim-VN-macht.
- Betreurt de doden onder degenen die deel uitmaken van de macht.
- Ziet de vooruitgang die de macht heeft geboekt in het bereiken van vrede in Zuid-Libanon.
- Merkt bezorgd op dat de macht zich niet vrijelijk kan bewegen in de regio en dat de Libanese overheid haar gezag nog niet heeft kunnen herstellen.
- Steunt de inspanningen van de secretaris-generaal.
- Is vastbesloten de doelstellingen uitgezet in resolutie 425 en 426 te behalen.
- Handelt op verzoek van Libanon:

1. Besluit het mandaat van de interim-VN-macht met vier maanden te verlengen, tot 19 januari 1979.
2. Roept Israël, Libanon en andere betrokkenen op om voluit samen te werken met de VN-macht.
3. Vraagt de secretaris-generaal om binnen twee maanden te rapporteren en opnieuw na de periode van vier maanden.

Lijst ·  423 ·  424 ·  425 ·  426 ·  427 ·  428 ·  429 ·  430 ·  431 ·  432 ·  433 ·  434 ·  435 ·  436 ·  437 ·  438 ·  439 ·  440 ·  441 ·  442 ·  443